# Winfried Mummenhoff
Winfried Mummenhoff (* 10. April 1942 in Sankt Vith; † 31. Oktober 2022) war ein deutscher Rechtswissenschaftler.

## Leben
Ab 1962 studierte er Rechtswissenschaft und Wirtschaftswissenschaft in Köln (1966 erste juristische Staatsprüfung, 1971 zweite juristische Staatsprüfung). Nach der Promotion 1968 an der Universität Köln bei Hans Carl Nipperdey und Habilitation 1978 in Bonn bei Jochen Schröder wurde er Professor 1981 in Osnabrück und 1987 in Marburg.
Tätigkeitsschwerpunkte Mummenhoffs waren Bürgerliches Recht mit internationalem Privatrecht, Rechtsvergleichung, Zivilprozessrecht, und Arbeitsrecht.

## Schriften (Auswahl)
- Die Sperrwirkung des Tarifvertrags nach den §§ 56 und 59 Betriebsverfassungsgesetz. Köln 1968, OCLC 1069974746.
- Gründungssysteme und Rechtsfähigkeit. Die staatliche Mitwirkung bei der Verselbständigung des bürgerlichrechtlichen Vereins. Köln 1979, ISBN 3-452-18654-7.
- Erfahrungssätze im Beweis der Kausalität. Köln 1997, ISBN 3-452-23581-5.
- Die sozialrechtlichen Grenzen einer Bewertung verschreibungsfähiger Arzneimittel durch die Verbände der gesetzlichen Krankenversicherung. Baden-Baden 1999, ISBN 3-7890-5945-5.